# Watkowice Małe
Watkowice Małe – osada w Polsce położona w województwie pomorskim, w powiecie kwidzyńskim, w gminie Ryjewo.
W latach 1975–1998 miejscowość administracyjnie należała do województwa elbląskiego.

## Zabytki
Według rejestru zabytków NID na listę zabytków wpisany jest zespół dworski z XVIII-XX w., nr rej.: A-1016 z 5.03.1993:
- Dwór w Watkowicach Małych[4]
- dom zarządcy
- park
- ogrodzenie murowano-metalowe.